# Bruno Adler
Bruno Maria Adler, noto anche sotto lo pseudonimo di Urban Roedl (Karlovy Vary, 14 ottobre 1888 – Londra, 27 dicembre 1968), è stato uno storico dell'arte e scrittore tedesco.
Ha insegnato storia dell'arte a Weimar e tenuto conferenze al Bauhaus. Fuggì in Inghilterra quando i nazisti presero il potere, qui prima lavorò in una scuola per rifugiati ebrei tedeschi nel Kent, poi come redattore per il servizio in tedesco della BBC.

## Biografia

### Primi anni
Nacque da Moritz Adler, redattore e critico del giornale socialdemocratico Volkswille, e Therese Hirsch, entrambi ebrei.
Adler frequentò il ginnasio a Karlovy Vary e Praga e successivamente dal 1910 al 1916 studiò storia dell'arte, storia della letteratura e filosofia nelle università di Vienna, Erlangen e Monaco di Baviera. Conseguì il dottorato nel 1917 con una tesi sulle origini e gli inizi della xilografia. Dal 1919 al 1924 Adler insegnò storia dell'arte al Bauhaus, e tra il 1920 e il 1930 e alla Scuola d'arte granducale di Sassonia a Weimar. La stretta collaborazione con Johannes Itten, anche lui insegnante al Bauhaus, lo portò a pubblicare e curare Utopia: Dokumente der Wirklichkeit (Utopia: documenti della realtà) che comprendeva traduzioni dal Rigveda e opere di Nicola Cusano. Nello stesso periodo Adler curò anche gli scritti di Adalbert Stifter e Matthias Claudius. 

### Esilio in Inghilterra
Alla salita al potere dei nazisti, Adler si trovò costretto a fuggire a Praga da dove nel 1936 si trasferì in Inghilterra. Nel frattempo aveva pubblicato, sotto lo pseudonimo di Urban Roedl, una biografia di Stifter presso l'editore Ernst Rowohlt (a questi poi i nazisti proibirono di operare ulteriormente con l'accusa di aver pubblicato scrittori ebrei sotto falso nome). Dal 1936 Adler, anche durante la seconda guerra mondiale, e occasionalmente dopo la fine del conflitto continuò a utilizzare lo pseudonimo.
Adler insegnò alla New Herrlingen School (nota anche come Bunce Court),  una scuola ebraico-tedesca fondata da Anna Essinger con l'aiuto dei quaccheri britannici. Originariamente situata a Herrlingen, nel Baden-Württemberg, fu trasferita nel Kent, in Inghilterra, a causa della persecuzione nazista, dove divenne un ricovero per i rifugiati, compresi i bambini dei Kindertransports oltre agli adulti che si unirono allo staff. Anchel nipote di Adler, l'umorista Gerard Hoffnung, era stato allievo della Bunce Court. 

### Servizio tedesco della BBC
Durante la guerra, Adler lavorò nel servizio tedesco della BBC World Service. Con il pretesto di intrattenimento letterario, questi programmi in lingua tedesca trasmettevano propaganda britannica utilizzando affermati scrittori di madrelingua in esilio, come appunto Adler e Ernst Gombrich. L'ascolto in Germania comportava gravi sanzioni, dalla reclusione e ala pena di morte, e quindi i programmi erano piuttosto brevi, dai tre ai sette minuti e, a causa di questo limite, personaggi dovevano essere facilmente identificabili per poter influenzare il pensiero del pubblico a cui si rivolgevano. 
Adler creò il programma satirico Frau Wernicke, trasmesso dall'estate 1940 al gennaio 1944. La voce del personaggio principale, Frau Gertrud Wernicke, era quella dell'attrice e cabarettista transfuga tedesca Annemarie Hase.  La trama raccontava di una donna berlinese sposata con un commerciante, veterano della prima guerra mondiale, che commentava le carenze che affliggevano la popolazione tedesca, lo stato della guerra e lanciava invettive sovversive contro i nazisti, trasformandoli in uno zimbello. Frau Wernicke  diventò uno dei programmi più popolari del servizio tedesco della BBC. 
Adler scrisse anche la serie satirica Kurt und Willi assieme al poeta scozzese Norman Cameron. Questa si basava su due caratteri, un insegnante di nome Kurt Krüger e Willi Schimanski, un funzionario del Ministero della Propaganda tedesco. Il personaggio di Willi appariva tanto abile come propagandista che si narra fosse molto ammirato all'interno dell'allora ministero nazista. 
Dopo la guerra Adler curò la rivista mensile in lingua tedesca Neue Auslese aus dem Schrifttum der Gegenwart (Nuove selezioni dalla letteratura contemporanea), pubblicata dalla divisione londinese dei servizi di informazione statunitensi.

### Vita privata e lasciti
La prima moglie di Adler fu Margit Téry (1892–1977), pittrice e grafica, studentessa di Johannes Itten. Si sposarono nel 1918 ed ebbero un figlio, Florian (1921–1998), architetto ed editore. Adler sposò la sua seconda moglie, Ilse Katz (1890-1974) nel 1928. 
Le carte personali di Adler sono archiviate presso l'Archivio della letteratura tedesca (Deutsches Literaturarchiv) a Marbach am Neckar. Tra le carte sono inclusi i carteggi con Willi Baumeister, Theodor Heuss, Walter Gropius, Johannes Itten, Hermann Kasack, Alfred Kubin, Georg Muche e Max Stefl. 
Nel 1958, Adler, scrivendo ancora come Roedl, ripubblicò la sua biografia di Stifter del 1936 e la dedicò alla moglie Ilse Katz. Roedl fu anche autore della monografia sullo Stifter, che dedicò a Erich Heller.

## Pubblicazioni

### come Bruno Adler
- Traduzione di Gustave Flaubert, Die Sage von St. Julian, dem Gastfreien, (Titolo originale: La légende de Saint Julien l'hospitalier ) M. Biewald, Weimar(1923)
- Mattia Claudio. Werke , Verlag Utopia, Weimar (1924)
- Das Weimarer Bauhaus, Archivio Bauhaus, Darmstadt (1965)
- (a cura di) Utopia: Dokumente der Wirklichkeit, Martin Biewald, Weimar (1921); Ristampa Kraus, Monaco (1980)

### come Urban Roedl
- Matthias Claudius: sein Weg und seine Welt, Wolff, Berlino (1934)
- Kampf um Polna (romanzo), Kacha, Praga (1934), ristampato Polná (1999)
- Adalbert Stifter in Selbstzeugnissen und Bilddokumenten, Rowohlt, Reinbek bei Hamburg (1965)
- Jodel-Franz, (con Billy Dongen), Monaco, ed. Isola-Ton, (1955)
- Adalbert Stifter: Geschichte seines Lebens, Francke, Berna (1958)
- Frau Wernicke: Kommentare einer "Volksjenossin, Uwe Naumann (a cura di), persona verlag, Mannheim (1990)